# Myrteta subvitrea
Myrteta subvitrea är en fjärilsart som beskrevs av George Francis Hampson 1895. Myrteta subvitrea ingår i släktet Myrteta och familjen mätare. Inga underarter finns listade i Catalogue of Life.